# 人民报 (越南)
《人民报》是越南共产党中央委员会机关报，该报的宗旨是传递越南“党、国家和人民的声音”。1951年3月11日，《人民报》在反抗法国殖民主义的战争中创刊，继承了胡志明创刊的《青年报》的传统。

## 历史沿革
2015年9月，《人民报》旗下的人民电视频道正式开播。

## 旗下刊物
《人民报》日报发行量22万份，16版面的周末报每周11万份；48版面的《人民月刊》发行量每期13万份；24版面的《今日报》逢周一、四发行，发行量5万份。第一份互联网版的《人民报》于1998年6月21日创立，有越、法双语，是越南首家互联网日报。

## 机构

### 总部及分社
《人民报》总部设在河内，1997年8月1日起，在国外设有4个分社，分别在巴黎、曼谷、北京、万象。

### 印制
在河内、胡志明市等8个印刷点印刷，向全国和国外发行。